# Tour de France 2007/12. Etappe
| Etappe 12                          |                      |                         |
| Ergebnis der 12. Etappe            |                      |                         |
| Etappensieger                      | Tom Boonen           | 4:25:32 h (40,334 km/h) |
| Zweiter                            | Erik Zabel           | gl. Zeit                |
| Dritter                            | Robert Hunter        | gl. Zeit                |
| Vierter                            | Daniele Bennati      | gl. Zeit                |
| Fünfter                            | Thor Hushovd         | gl. Zeit                |
| Sechster                           | Bernhard Eisel       | gl. Zeit                |
| Siebter                            | Sébastien Chavanel   | gl. Zeit                |
| Achter                             | Nicolas Jalabert     | gl. Zeit                |
| Neunter                            | Robert Förster       | gl. Zeit                |
| Zehnter                            | Andrei Kaschetschkin | gl. Zeit                |
| Kämpferischster Fahrer             | Amets Txurruka       | Amets Txurruka          |
| Zwischenstände nach der 12. Etappe |                      |                         |
| Gelbes Trikot                      | Michael Rasmussen    | 57:37:10 h              |
| Zweiter                            | Alejandro Valverde   | + 2:35 min              |
| Dritter                            | Iban Mayo            | + 2:39 min              |
| Grünes Trikot                      | Tom Boonen           | 195 P.                  |
| Zweiter                            | Robert Hunter        | 175 P.                  |
| Dritter                            | Erik Zabel           | 174 P.                  |
| Gepunktetes Trikot                 | Michael Rasmussen    | 98 P.                   |
| Zweiter                            | Mauricio Soler       | 89 P.                   |
| Dritter                            | Jaroslaw Popowytsch  | 86 P.                   |
| Weißes Trikot                      | Alberto Contador     | 57:40:18 h              |
| Zweiter                            | Linus Gerdemann      | + 3:37 min              |
| Dritter                            | Mauricio Soler       | + 3:41 min              |
| Teamwertung                        | Team CSC             | 173:00:55 h             |
| Zweiter                            | Caisse d’Epargne     | + 5:02 min              |
| Dritter                            | Discovery Channel    | + 5:08 min              |

Die 12. Etappe der Tour de France 2007 am 20. Juli war 178,5 Kilometer lang und führte die Fahrer von Montpellier durch die südliche Region Languedoc-Roussillon nach Castres in die südwestliche Region Midi-Pyrénées. Die vierte Bergetappe wies insgesamt vier Bergwertungen auf, wobei die Etappe relativ flach begann, aber mit dem Anstieg zum Montée de la Jeante anspruchsvoll endete.
Auf der welligen Etappe setzten sich gleich zu Beginn, nach zwei Rennkilometern, Sylvain Chavanel und Fabian Wegmann vom Feld ab, denen wenig später Axel Merckx, Iñaki Isasi, Daniel Navarro, Félix Cárdenas und Ralf Grabsch folgten. Ihr Ausreißversuch endete jedoch nach nur 15 Kilometern an der Spitze frühzeitig. Im Anschluss an den missglückten Fluchtversuch attackierten immer wieder erneut Fahrer oder kleinere Gruppen, doch aufgrund des hohen Tempos im Peloton konnte sich niemand über einen längeren Zeitraum hinweg lösen.
Erst nach 57 gefahrenen Kilometern gelang es dem Duo Amets Txurruka und Pierrick Fédrigo eine erfolgreiche Flucht zu initiieren. Eine Verfolgergruppe, die sich kurz nach der Attacke des Duos gebildet hatte, wurde jedoch schnell wieder gestellt, ehe sich der Deutsche Marcus Burghardt als Solist vom Feld löste und ebenso wie die beiden Führenden den Vorsprung auf das Hauptfeld schnell ausbauen konnte. Der Maximalvorsprung des Führungsduos auf das Peloton belief sich 85 Kilometer vor dem Ziel auf 11:25 Minuten, ehe die Liquigas-Mannschaft die Verfolgung organisierte. Dazwischen fuhr Burghardt mit einem konstanten Rückstand von etwa sechs bis 6:30 Minuten auf die Führenden. Bis zum Fuß des Montée de la Jeante, 58 Kilometer vor dem Ziel, verringerte das Hauptfeld den Rückstand auf die Rennspitze auf 5:12 Minuten, während der alleinige Verfolger Burghardt den Ausreißversuch abbrach und sich bei Rennkilometer 113,5 ins Feld hatte zurückfallen lassen.
Im Anstieg konnten Fédrigo und Txurruka den Vorsprung, im Gegensatz zur Fahrt im Flachstück, weitestgehend konstant halten und erreichten den Gipfel mit immer noch 4:58 Minuten Differenz. Als jedoch die Lampre-Mannschaft und Française des Jeux auf dem Hochplateau des Montée de la Jeante die Tempoarbeit übernahm, schmolz der Vorsprung wieder, wie zuvor in der Ebene. Schließlich endete der Ausreißversuch einen Kilometer vor dem Ziel. Im anschließenden Massensprint sicherte sich Tom Boonen seinen zweiten Tageserfolg im Verlauf der Rundfahrt knapp vor seinen ärgsten Konkurrenten um das Grüne Trikot, Erik Zabel und Robert Hunter.
Erneut gab es an den Spitzenpositionen der Einzelwertungen keine Veränderungen. Auch in der Teamwertung blieb das Team CSC in Führung.
Nachdem bereits am Morgen vor der 10. Etappe der Dopingfall um Patrik Sinkewitz an die Öffentlichkeit geraten war, wurde am Abend vor der 12. Etappe bekannt, dass der zu diesem Zeitpunkt in der Gesamtwertung führende Däne Michael Rasmussen vom Radsportverband seines Heimatlandes aus dem Nationalmannschaftskader ausgeschlossen und somit für die Teilnahme an der Straßen-Radweltmeisterschaft 2007 in Stuttgart und den Olympischen Sommerspielen 2008 in Peking suspendiert wurde. Rasmussen hatte mehrmals seinen Aufenthaltsort für mögliche unangekündigte Dopingkontrollen während des Trainings nicht angegeben. Dieses verdächtige Verhalten rückte den Träger des Gelben Trikots in den Verdacht des Dopings. Jedoch witterten die Tour-Organisatoren um Christian Prudhomme eine Intrige des Radsportweltverbandes UCI rund um den Konflikt der ASO mit der Organisation der UCI ProTour, da dem Weltverband die Vorfälle bereits seit Ende Juni bekannt gewesen seien.

## Aufgaben
- 187 Alberto Ongarato – während der Etappe, Bruch der ersten rechten Rippe und Verrenkung des rechten Schultereckgelenks nach Sturz

## Disqualifikationen
- 122 Stef Clement – nach der Etappe, Überschreitung des Zeitlimits

## Zwischensprints
1. Zwischensprint in Herepian (Kilometer 81,5) (193 m ü. NN)
| Erster  | Pierrick Fédrigo | 6 P. und 6 s |
| Zweiter | Amets Txurruka   | 4 P. und 4 s |
| Dritter | Marcus Burghardt | 2 P. und 2 s |

2. Zwischensprint in Olargues (Kilometer 101) (182 m ü. NN)
| Erster  | Pierrick Fédrigo | 6 P. und 6 s |
| Zweiter | Amets Txurruka   | 4 P. und 4 s |
| Dritter | Marcus Burghardt | 2 P. und 2 s |

## Bergwertungen
Côte de Cantagal, Kategorie 4 (Kilometer 27,5) (171 m ü. NN; 1,6 km à 4,3 %)
| Erster  | Philippe Gilbert  | 3 P. |
| Zweiter | David Millar      | 2 P. |
| Dritter | Staf Scheirlinckx | 1 P. |

Côte du Mas-Rouet, Kategorie 4 (Kilometer 58) (171 m ü. NN; 2,4 km à 4,3 %)
| Erster  | Amets Txurruka     | 3 P. |
| Zweiter | Pierrick Fédrigo   | 2 P. |
| Dritter | Juan Manuel Gárate | 1 P. |

Col du Buis, Kategorie 4 (Kilometer 74,5) (240 m ü. NN; 2,6 km à 4,8 %)
| Erster  | Amets Txurruka   | 3 P. |
| Zweiter | Pierrick Fédrigo | 2 P. |
| Dritter | Marcus Burghardt | 1 P. |

Montée de la Jeante, Kategorie 2 (Kilometer 130,5) (958 m ü. NN; 10,4 km à 6,1 %)
| Erster   | Amets Txurruka      | 20 P. |
| Zweiter  | Pierrick Fédrigo    | 18 P. |
| Dritter  | Jaroslaw Popowytsch | 16 P. |
| Vierter  | David de la Fuente  | 14 P. |
| Fünfter  | Thomas Dekker       | 12 P. |
| Sechster | Mauricio Soler      | 10 P. |

*Die Punkte der Bergwertung werden verdoppelt, wenn der letzte Pass der Etappe der Kategorie HC, 1 oder 2 entspricht.